# Edgar Alexander
Edgar Alexander (* 13. Juni 1902 in Saarbrücken; † 19. Januar 1970 in New York City) war ein deutscher katholischer Publizist und Emigrant.

## Leben
Er war Mitglied des Zentrums ab 1920. Er emigrierte in die Vatikanstadt (1935), nach Frankreich (1937) und in die USA (1941). Er war Verleger der Zeitschrift Deutsche Briefe.

## Schriften (Auswahl)
- Der Mythus Hitler. München 1937, (Reprint 1980) ISBN 3-601-00184-5.
- Hrsg.: Deutsches Brevier. Politisches Lesebuch. Zürich 1938, OCLC 901802138.
- Adenauer und das neue Deutschland. Einführung in das Wesen und Wirken des Staatsmannes. Mit einem Anhang Bonn und Moskau. Dokumente zur Moskauer Konferenz und zur Wiedervereinigung Deutschlands. Recklinghausen 1956, OCLC 905019987.
- Europa und der russische Imperialismus. Recklinghausen 1957, OCLC 250415034.